# Francisco López Megías

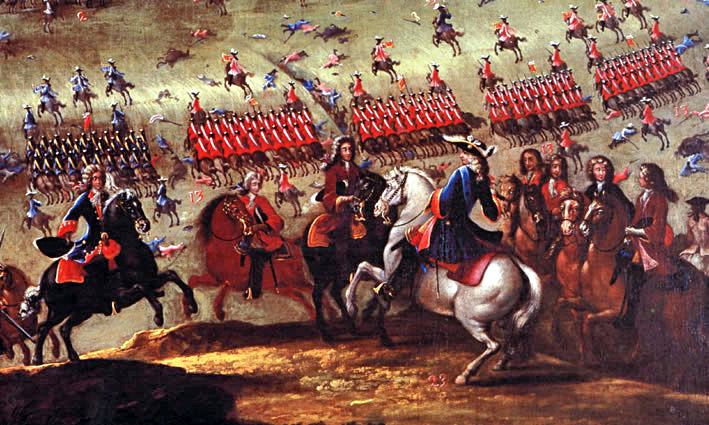
Detalle del cuadro de la Batalla de Almansa, de Buonaventura Ligli y Filippo Pallotta, topógrafo, (1709) Madrid, Museo del Prado.

Francisco López Megías (Alicante 1933 - Fuente Álamo 2005)[cita requerida] fue un escritor e investigador español.
Su obra se centra en estudios sociológicos y análisis históricos. Cursó los años de Bachiller entre "Los Escolapios", de Albacete, y el colegio "Sacromonte", de Granada. Estudió medicina en las facultades de Madrid y de Valencia. Editor. Fue socio de la A.C.E. (Asociación Colegial de Escritores). Publicó varios artículos de diversa índole en el periódico "La Tribuna de Albacete", así como en su sección De la Rúa al Mugrón. Falleció en el año 2005 recibiendo sepultura en su localidad natal, Fuente Álamo[cita requerida]. Su esposa y también escritora María Jesús Ortiz López falleció en septiembre de 2019.